# ガスパール・ド・コリニー
ガスパール2世・ド・コリニー（Gaspard de Coligny, 1519年2月16日 - 1572年8月24日）は、16世紀フランスの貴族。プロテスタント派の闘将としてユグノー戦争を戦ったが、1572年のサン・バルテルミの虐殺で殺害された。シャティヨン・コリニーの領主であった。

## 生涯
コリニー伯・シャティヨン領主ガスパール1世とマリー・ルイーズ・ド・モンモランシーとの間に生まれた。母マリー・ルイーズはフランス元帥アンヌ・ド・モンモランシーの妹で、1514年12月1日にガスパール1世と結婚し、ガスパール2世を含め3人の息子を得た。兄にシャティヨン枢機卿オデ、弟に上級大将となったフランソワ・ダンデロがいる。
軍人としてイタリア戦争に参加、スペインとの戦いで捕虜になったこともある。プロテスタントに改宗し、改革派の中心人物になった。宮廷ではシャルル9世から父親同然に慕われ、信任を得ていた。
1568年以降の内乱では、プロテスタント勢力を率いてラ・ロシェルに篭城。反逆罪とされたが、1570年の和議により、宮廷に復帰した。当時、ネーデルラントの改革派がカトリック国スペインの植民地支配に反抗していたが（八十年戦争参照）、コリニーはネーデルラントの改革派と連合して、スペインに開戦することを強硬に主張したため、摂政カトリーヌ・ド・メディシスらから疎んじられるようになった。また、ユグノー戦争ではカトリック派に対して残虐な仕打ちが多く、カトリック側から恨みを買っていた。 
1572年8月、ナヴァール王アンリ（後のアンリ4世）とマルグリット（カトリーヌ・ド・メディシスの娘）の結婚式が行われ、コリニーをはじめ多くの改革派貴族がパリに集まった。サン・バルテルミ（聖バーソロミュー）の祝日にあたる8月24日、カトリック派のギーズ公アンリ1世の兵が改革派貴族を襲い、コリニーも虐殺された（サン・バルテルミの虐殺）。コリニー提督の死は、シャルル9世を狂気に至らしめたとも言われている。 
なお、娘ルイーズがオラニエ＝ナッサウ家のウィレム1世に嫁いでオラニエ公フレデリック・ヘンドリックを産んでいる。